# Libya
Libya var en prinsessa av Memfis i grekisk mytologi. Hon var dotter till kung Epaphos som grundade staden Memfis och uppkallade den efter sin hustru, Libyas mor, Memphis.
Libya fick två söner med guden Poseidon som hette Agenor och Belos.